# Per Zanussi

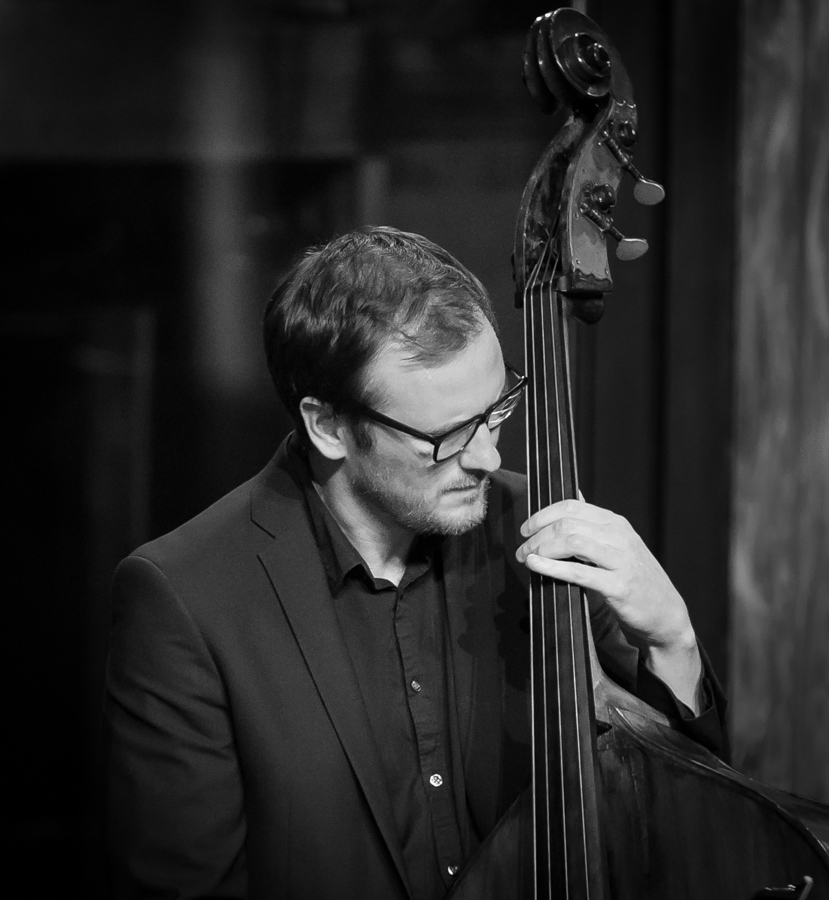
Per Zanussi Sentralen, Jazzfestival 2016

Per Zanussi (* 31. Januar 1977 in Oslo) ist ein norwegischer Jazz-Bassist, Bandleader und Komponist.

## Leben und Wirken
Zanussi wuchs in Stavanger als Sohn eines italienischen Vaters und einer norwegischen Mutter auf. Mit 13 Jahren war er Bassgitarrist in Rockbands, bevor er zum Kontrabass wechselte. Er studierte Kammermusik und Improvisation am Musikkonservatorium Trondheim und der norwegischen Musikakademie in Oslo, wo er den Master erwarb. Er arbeitet seit 1990 in der norwegischen Jazzszene, zunächst als Mitglied des elektronischen Experimentaltrios Wibutee mit Håkon Kornstad und Wetle Holte. Er arbeitete dann mit der Formation MZN3, dem Trespass Trio (mit Martin Küchen und Raymond Strid), dem Crimetime Orchestra und in Frode Gjerstads Circulasione Totale Orchestra. 
Mit seinem eigenen Quintett Zanussi 5, das er 2001 gründete, legte er 2010 das Album Ghost Dance (Moserobie) vor. Er arbeitete außerdem mit seiner Big Band Zanussi 13. Ferner gehört er dem Zanussi/Markhus Project, dem Eberson/Zanussi/Lofthus Trio, dem Crimetime Orchestra und Sternklang an. 
Als Komponist verfasste er die Musik für Theater-Produktionen von Det Norske Teatret und des Haugesund Teater; ferner schrieb er Musik für Tanzperformances und Kurzfilme. Im Laufe seiner Karriere arbeitete er u. a. mit Bugge Wesseltoft, Hamid Drake, Louis Moholo, Sten Sandell, Kjell Nordeson, Paal Nilssen-Love, Håvard Wiik, Thomas Strønen und Nils Olav Johansen.

## Diskographische Hinweise
- Frode Gjerstad, Anders Hana, Morten Olsen, Per Zanussi – Born to Collapse (Circulasione Totale, 2004)
- Collaborations (Leo Records, 2009), mit Marilyn Crispell, Fredrik Ljungkvist, Palle Danielsson, Paal Nilssen-Love, Magnus Broo
- Trondheim Jazz Orchestra & Per Zanussi – Morning Songs (MNJ Records, 2011)
- Zanussi 13: Live (Soul Note, 2012)
- Trespass Trio & Joe McPhee: Human Encore (Clean Feed Records, 2013), mit Martin Küchen, Raymond Strid
- Per Zanussi & Vestnorsk Jazzensemble: Li (and the Infinite Game) (Clean Feed, 2022), mit Jørgen Træen, Gro Austgulen, Kjetil Møster, Kristoffer Alberts